# تاكومي هاشيموتو
تاكومي هاشيموتو (باليابانية: 橋本 巧) (5 يناير 1989 في سنداي في اليابان – )؛ هو لاعب كرة قدم ياباني سابق كان يلعب كمدافع.

## وصلات خارجية
- تاكومي هاشيموتو على موقع رابطة كرة القدم اليابانية للمحترفين (اليابانية)
- تاكومي هاشيموتو على موقع قاعدة بيانات كرة القدم.إي يو (الإنجليزية)